# Paradajus tenuis
Paradajus tenuis is een pissebed uit de familie Dajidae. De wetenschappelijke naam van de soort is voor het eerst geldig gepubliceerd in 1923 door Nierstrasz & Brender à Brandis.